# Arif Alvi
Arif-ur-Rehman Alvi (ur. 29 lipca 1949 w Karaczi) – pakistański polityk, prezydent Pakistanu od 9 września 2018 do 10 marca 2024. 

## Życiorys
Z wykształcenia lekarz dentysta. Kilkukrotne stał na czele krajowych konferencji dentystycznych. W 1996 przystąpił do zakładanego właśnie Pakistańskiego Ruchu na rzecz Sprawiedliwości (PTI). Od 2001 roku wiceprzewodniczący partii, w latach 2006–2013 jej sekretarz generalny. W 2013 wybrany do Zgromadzenia Narodowego Pakistanu. 
18 sierpnia 2018 został nominowany jako kandydat PTI w wyborach na urząd prezydenta Pakistanu. 4 września został wybrany na stanowisko głowy państwa, następnego dnia zrzekł się mandatu parlamentarnego. Urząd oficjalnie objął 9 września 2018. 10 marca 2024 zakończył urzędowanie. 